# Джордж Бентам
Джордж Бентам (англ. George Bentham; 22 вересня 1800 — 10 вересня 1884) — англійський ботанік.

## Біографія
Джордж Бентам народився у 1800 році у Стоку, поблизу Портсмута. У 1814—1827 роках жив у Франції, навчався на факультеті теології у Монтобані. У Лондоні вивчав право, але незабаром залишив юридичний терен та присвятив себе виключно ботаніці. З 1861 року почав займатися ботанічними дослідженнями у Королівських ботанічних садах в К'ю.
Велика праця Бентама «Genera plantarum…» (у співавторстві з Гукером, 1862—1883) — нерукотворний пам'ятник, створений з вражаючими та колосальними знаннями, терпінням і науковою сумлінністю; він надовго забезпечив за собою запропоновану ними систему класифікації рослин. У цій класифікації, почасти подібній до класифікації Декандоля, родини розташовані в групи, або ряди; цей спосіб здавався менш природним, ніж системи Ліндлі, Ендліхера і Броньяра, та англійські вчені не без деяких вагань віддали перевагу системі Броньяра.
У 1830 році він був секретарем товариства садівництва і згодом президентом Лондонського Ліннєївського товариства (1861—1874).
Бентам в інтересах науки об'їздив майже всю Європу. Йому належить опис флори Бразилії (1859—1862), Австралії (1863—1878), Індії та околиць Гонконгу.
Він був іноземним членом-кореспондентом Петербурзької Академії наук (з 1872) та членом Паризької Академії наук (з 1875).
Джордж Бентам помер у Лондоні 10 вересня 1884 року.

## Почесті та нагороди
Бентам був нагороджений Королівською медаллю Лондонського королівського товариства у 1859 році та обраний членом Лондонського королівського товариства у 1862 році. Як президент Лондонського Ліннеївського товариства він пропрацював з 1861 по 1874 рік. Він був обраний іноземним почесним членом Американської академії мистецтв і наук у 1866 році.
Також він відзначений орденом Святого Михайла і Святого Георгія у 1878 році. Серед його іноземних нагород була Медаль Кларка (англ. Clarke Medal) Королівського товариства Нового Південного Уельсу в 1879 році.

## Праці
- «Labiatarum genera et species» (Лондон, 1832—1836)(лат.)
- «Handbook of the British Flora» (1858 і 1865)(англ.)
- «Flora Honkongensis» (1861)(лат.)
- «Flora Australiensis» (у співавторстві із Фердинандом Мюллером, 1863—1870)(лат.)
- «Genera plantarum ad exemplaria imprimis in herbariis Kewensibus servata definita» (у співавторстві із Гукером, 3 томи, 1862—1883)(лат.)

Крім того, опрацював для «Flora brasiliensis» — родина Papilionaceae, а для декандолевського «Prodromus» — родини Polemoniaceae, Scrophulariaceae, губоцвіті та Stockhusiaceae.